# Präsidentschaftswahl in Island 2016

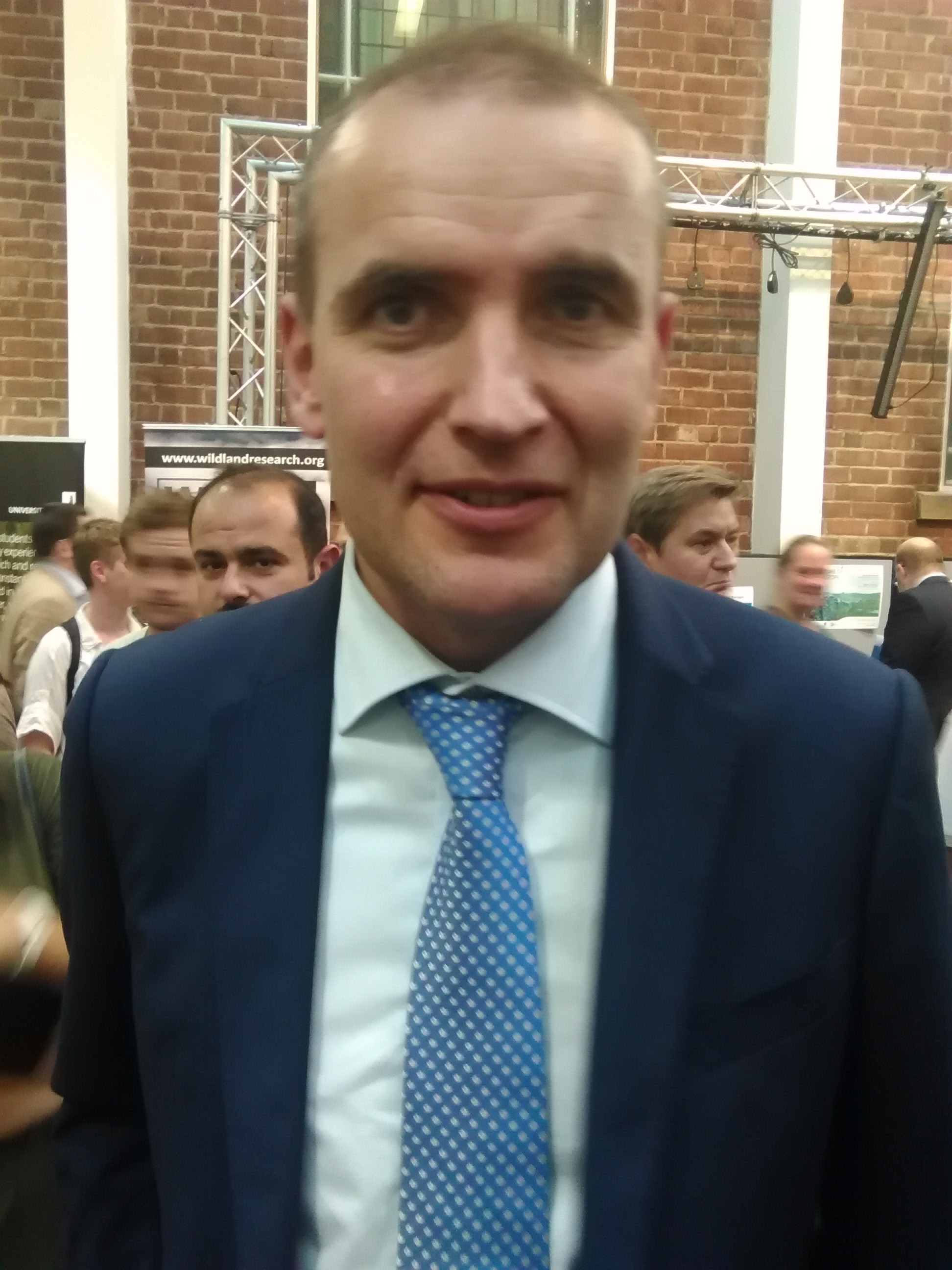
Guðni Th. Jóhannesson (September 2016), Gewinner der Präsidentschaftswahl 2016

Die Präsidentschaftswahl in Island 2016 fand am 25. Juni des Jahres statt. Das isländische Staatsoberhaupt wird für einen Zeitraum von vier Jahren gewählt. Wahlsieger ist der Historiker Guðni Th. Jóhannesson, der die Wahl vor der Zweitplatzierten, der Unternehmerin Halla Tómasdóttir, gewonnen hat. Der neue Staatspräsident trat sein Amt am 1. August 2016 an.

## Kandidaten

### Bestätigte Kandidaten
Kandidaturen mussten bis zum 20. Mai 2016 eingereicht sein. Am 25. Mai gab das isländische Innenministerium die definitive Liste der Kandidaten bekannt:
| Name                          | Tätigkeit                                               |
| ----------------------------- | ------------------------------------------------------- |
| Andri Snær Magnason           | Schriftsteller                                          |
| Ástþór Magnússon              | Unternehmer und Friedensaktivist                        |
| Davíð Oddsson                 | Politiker, ehemaliger Ministerpräsident Islands         |
| Elísabet Kristín Jökulsdóttir | Schriftstellerin und Journalistin                       |
| Guðni Th. Jóhannesson         | Historiker                                              |
| Guðrún Margrét Pálsdóttir     | Krankenpflegerin, Gründerin eines Kinderhilfswerks      |
| Halla Tómasdóttir             | Unternehmerin und Investorin                            |
| Hildur Þórðardóttir           | Ethnologin, Verfasserin von Lebenshilfe-Literatur       |
| Sturla Jónsson                | Lastwagenfahrer, Vorsitzender der Partei Sturla Jónsson |

### Andere
Ólafur Ragnar Grímsson, der sich seit der Präsidentschaftswahl 1996 im Amt befand und es in seiner fünften Amtsperiode innehatte, erklärte am 9. Mai 2016, nicht zur Wiederwahl anzutreten. Er hatte ursprünglich bereits anlässlich seiner Fernsehansprache zum 1. Januar 2016 gesagt, nicht für eine sechste Amtszeit zur Verfügung zu stehen, jedoch am 18. April doch seine Kandidatur angekündigt. Am Tag vor seinem definitiven Rückzug als Kandidat äußerte Ólafur Ragnar in einem Fernsehinterview, dass die Kandidaturen von Guðni Th. Jóhannesson und Davíð Oddsson die Ausgangslage verändert hätten. Ólafur Ragnars Verzicht wird auch in Zusammenhang damit gebracht, dass zwischenzeitlich bekannt wurde, dass der Name seiner Ehefrau in den Panama Papers erscheint.
Ebenfalls haben Jón Gnarr, Komiker und früherer Bürgermeister von Reykjavík, und Katrín Jakobsdóttir, die Vorsitzende der Links-Grünen Bewegung, auf eine Kandidatur verzichtet. Beide galten als potentiell aussichtsreiche Kandidaten. Zahlreiche weitere Personen, die ihre Kandidatur angekündigt hatten, haben diese zurückgezogen oder erreichten nicht die von der isländischen Verfassung vorgeschriebene Mindestzahl von 1500 Unterstützern.

### Umfragewerte
Nach einer Umfrage vom 11. Mai 2016, die von der Zeitung Fréttablaðið, dem Fernsehsender Stöð 2 und dem Nachrichtenportal Vísir durchgeführt wurde, handelte es sich bei Andri Snær Magnason, Davíð Oddsson und Guðni Th. Jóhannesson um die drei aussichtsreichsten Kandidaten, mit einem klaren Vorsprung für Guðni Th. Jóhannesson. Alle anderen Kandidaten zusammen – mit Stand vom 18. April 2016 hatten bereits 15 Personen ihre Kandidatur angekündigt – wären nur von 6,7 % der Umfrageteilnehmer gewählt worden.
Am 25. Mai wurden in kurzer Folge die Ergebnisse von drei Umfragen veröffentlicht. Guðni Th. Jóhannesson lag zwar in allen Umfragen immer noch deutlich vorne, aber einerseits war die Unterstützung für Davíð Oddsson gestiegen und andererseits trat auch Halla Tómasdóttir verstärkt hervor. Eine am 2. Juni veröffentlichte weitere Umfrage des Instituts MMR zeigte ähnliche Werte wie die eine Woche zuvor durchgeführte des Sozialwissenschaftlichen Forschungsinstituts der Universität Island. Neu sprachen sich mehr als 2 % der Befragten für Sturla Jónsson aus, der damit mit 2,2 % ebenfalls gesondert in den Resultaten aufgeführt wurde.
| Quelle                  | Zeitraum             | Andri Snær Magnason | Davíð Oddsson | Guðni Th. Jóhannesson | Halla Tómasdóttir | Andere      |
| ----------------------- | -------------------- | ------------------- | ------------- | --------------------- | ----------------- | ----------- |
| MMR                     | 12.–20. Mai 2016     | 11,0 %              | 18,1 %        | 65,6 %                | 2,2 %             | 3,0 %       |
| Gallup                  | 19.–25. Mai 2016     | 10,9 %              | 22,0 %        | 57,2 %                | 5,4 %             | 4,6 %       |
| Félagsvísindastofnun HÍ | 23.–25. Mai 2016     | 12,0 % (ca.)        | 22,0 %        | 57,0 %                | 5,0 % (ca.)       | 4,0 % (ca.) |
| MMR                     | 26. Mai–1. Juni 2016 | 10,9 %              | 20,1 %        | 56,6 %                | 6,9 %             | 5,5 %       |
| Kjarninn                | 26. Mai–3. Juni 2016 | 11,2 %              | 19,8 %        | 56,9 %                | 7,5 %             | 4,5 %       |
| Félagsvísindastofnun HÍ | 13. Juni 2016        | 11 %                | 15,9 %        | 55,1 %                | 12,3 %            | 5,7 %       |

## Ergebnisse
Insgesamt wurden 185.390 gültige Stimmen abgegeben. 2782 Stimmen waren leere oder ungültige Stimmzettel. Die Wahlbeteiligung lag bei 75,7 %.
| Kandidat                      | Suður kjördæmi (Südlicher Wahlkreis) | Suðvestur kjördæmi (Südwestlicher Wahlkreis) | Norðaustur kjördæmi (Nordöstlicher Wahlkreis) | Reykjavíkur kjördæmi norður (Wahlkreis Reykjavík Nord) | Norðvestur kjördæmi (Nordwestlicher Wahlkreis) | Reykjavíkur kjördæmi suður (Wahlkreis Reykjavík Süd) | Island gesamt | Island gesamt |
| Kandidat                      | Suður kjördæmi (Südlicher Wahlkreis) | Suðvestur kjördæmi (Südwestlicher Wahlkreis) | Norðaustur kjördæmi (Nordöstlicher Wahlkreis) | Reykjavíkur kjördæmi norður (Wahlkreis Reykjavík Nord) | Norðvestur kjördæmi (Nordwestlicher Wahlkreis) | Reykjavíkur kjördæmi suður (Wahlkreis Reykjavík Süd) | Stimmen       | %             |
| ----------------------------- | ------------------------------------ | -------------------------------------------- | --------------------------------------------- | ------------------------------------------------------ | ---------------------------------------------- | ---------------------------------------------------- | ------------- | ------------- |
| Andri Snær Magnason           | 7,3                                  | 12,9                                         | 8,9                                           | 23,8                                                   | 7,2                                            | 19,1                                                 | 26.037        | 14,26         |
| Ástþór Magnússon              | 0,4                                  | 0,3                                          | 0,3                                           | 0,3                                                    | 0,5                                            | 0,3                                                  | 615           | 0,34          |
| Davíð Oddsson                 | 16,7                                 | 13,9                                         | 11,2                                          | 12,9                                                   | 14,1                                           | 13,6                                                 | 25.108        | 13,75         |
| Elísabet Kristín Jökulsdóttir | 0,6                                  | 0,5                                          | 0,4                                           | 1,2                                                    | 0,5                                            | 0,9                                                  | 1.280         | 0,70          |
| Guðni Th. Jóhannesson         | 35,2                                 | 39,9                                         | 45,1                                          | 36,0                                                   | 42,1                                           | 38,5                                                 | 71.356        | 39,08         |
| Guðrún Margrét Pálsdóttir     | 0,3                                  | 0,2                                          | 0,2                                           | 0,3                                                    | 0,3                                            | 0,3                                                  | 477           | 0,26          |
| Halla Tómasdóttir             | 34,2                                 | 28,9                                         | 31,1                                          | 22,0                                                   | 32,0                                           | 23,5                                                 | 50.995        | 27,93         |
| Hildur Þórðardóttir           | 0,2                                  | 0,1                                          | 0,1                                           | 0,2                                                    | 0,2                                            | 0,2                                                  | 294           | 0,16          |
| Sturla Jónsson                | 5,1                                  | 3,3                                          | 2,5                                           | 3,4                                                    | 3,2                                            | 3,7                                                  | 6.446         | 3,53          |
| Leere Stimmzettel             | 1,6                                  | 1,0                                          | 1,1                                           | 1,1                                                    | 1,3                                            | 1,2                                                  | 2.160         | 1,20          |
| Ungültige Stimmzettel         | 0,0                                  | 0,4                                          | 0,3                                           | 0,5                                                    | 0,3                                            | 0,4                                                  | 622           | 0,34          |
| Wähler                        | 26.132                               | 51.753                                       | 22.487                                        | 34.050                                                 | 16.798                                         | 34.170                                               | 185.390       | 100,0         |
| Wahlberechtigte               | 35.136                               | 67.478                                       | 29.531                                        | 45.338                                                 | 21.424                                         | 46.097                                               | 245.004       | –             |

### Wahlkreisergebnisse in grafischer Darstellung

Ergebnisse nach Wahlkreisen (die relative Fläche der Kreise entspricht der jeweiligen Wählerzahl)